# Leichtathletik-Europameisterschaften 1938/Stabhochsprung der Männer

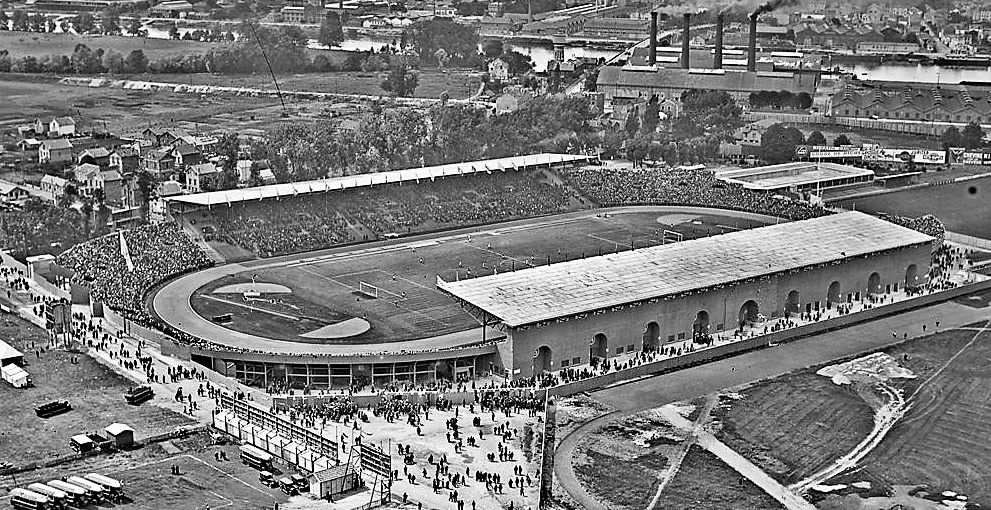
Olympiastadion in Paris 1924

Der Stabhochsprung der Männer bei den Leichtathletik-Europameisterschaften 1938 wurde am 3. September 1938 im Stade Olympique der französischen Hauptstadt Paris ausgetragen.
Europameister wurde der Deutsche Karl Sutter. Die Silbermedaille gewann wie schon bei den Europameisterschaften 1934 der Schwede Bo Ljungberg. Bronze ging an den Franzosen Pierre Ramadier.

## Rekorde

### Bestehende Rekorde
| Weltrekord           | 4,54 m | Earle Meadows  | Los Angeles, USA    | 29. Mai 1937      |
| Europarekord         | 4,26 m | Nikolai Osolin | Moskau, Sowjetunion | 17. Juni 1937     |
| Meisterschaftsrekord | 4,00 m | Gustav Wegner  | EM Turin, Italien   | 7. September 1934 |
| Meisterschaftsrekord | 4,00 m | Bo Ljungberg   | EM Turin, Italien   | 7. September 1934 |

### Rekordverbesserung
Der deutsche Europameister Karl Sutter verbesserte den EM-Rekord im Wettkampf am 5. September um fünf Zentimeter auf 4,05 Meter. Zum Europarekord fehlten ihm damit 21, zum Weltrekord 33 Zentimeter.

## Durchführung
In den Quellenangaben (europäischer Leichtathletikverband EAA sowie bei todor66) mit dem Stabhochsprung-Resultat findet sich nur jeweils eine Ergebnisliste mit dem Finalresultat für alle Teilnehmer. Demnach sind alle vierzehn Stabhochspringer gemeinsam in einer Gruppe zum Finale angetreten.
Bei den Olympischen Spielen in dieser Zeit war es in den Sprung- und Wurfdisziplinen übliche Praxis, zunächst am Morgen des Wettkampftages eine Qualifikationsrunde durchzuführen, wenn die Zahl der Teilnehmer nicht zu gering war. Diese Vorausscheidung wurde in zwei Gruppen ausgetragen. Das Finale fand dann mit den dafür qualifizierten Sportlern in aller Regel am Nachmittag desselben Tages statt.

## Finale

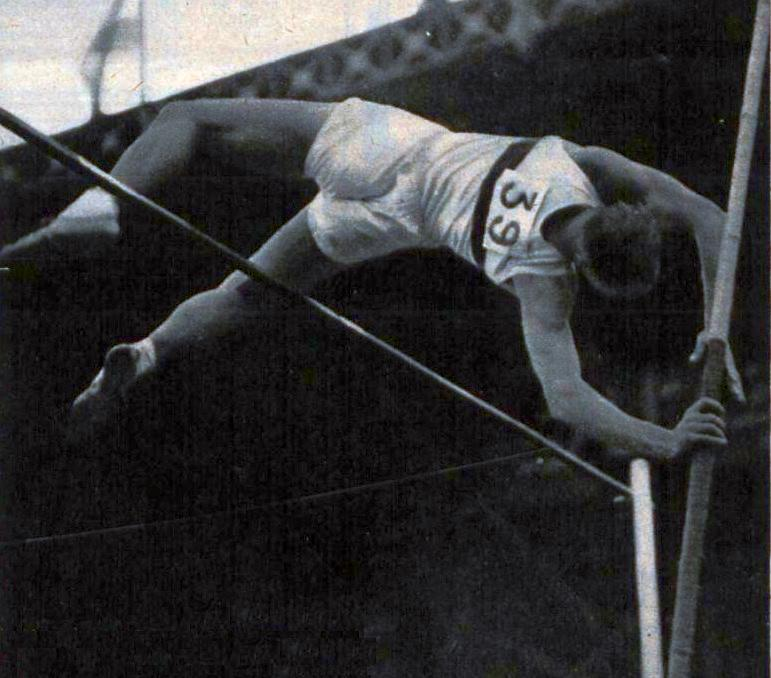
Karl Sutter wurde Europameister
mit neuem EM-Rekord

5. September 1938, 15.15 Uhr
| Platz | Name               | Nation             | Höhe (m) |
| ----- | ------------------ | ------------------ | -------- |
| 1     | Karl Sutter        | Deutsches Reich    | 4,05 CR  |
| 2     | Bo Ljungberg       | Schweden           | 4,00     |
| 3     | Pierre Ramadier    | Frankreich         | 4,00     |
| 4     | Wilhelm Schneider  | Polen              | 4,00     |
| 5     | Mario Romeo        | Königreich Italien | 4,00     |
| 6     | Aulis Reinikka     | Finnland           | 3,90     |
| 7     | Richard Webster    | Großbritannien     | 3,80     |
| 8     | Richard Kiipsaar   | Estland            | 3,70     |
| 9     | Ernst Larsen       | Dänemark           | 3,70     |
| 10    | Svend Aage Thomsen | Dänemark           | 3,70     |
| 11    | Robert Vintousky   | Frankreich         | 3,50     |
| 12    | Carol Eilhardt     | Rumänien           | 3,50     |
| NM    | Frans van Peteghem | Belgien            | ogV      |
| NM    | Viktor Zsuffka     | Ungarn             | ogV      |

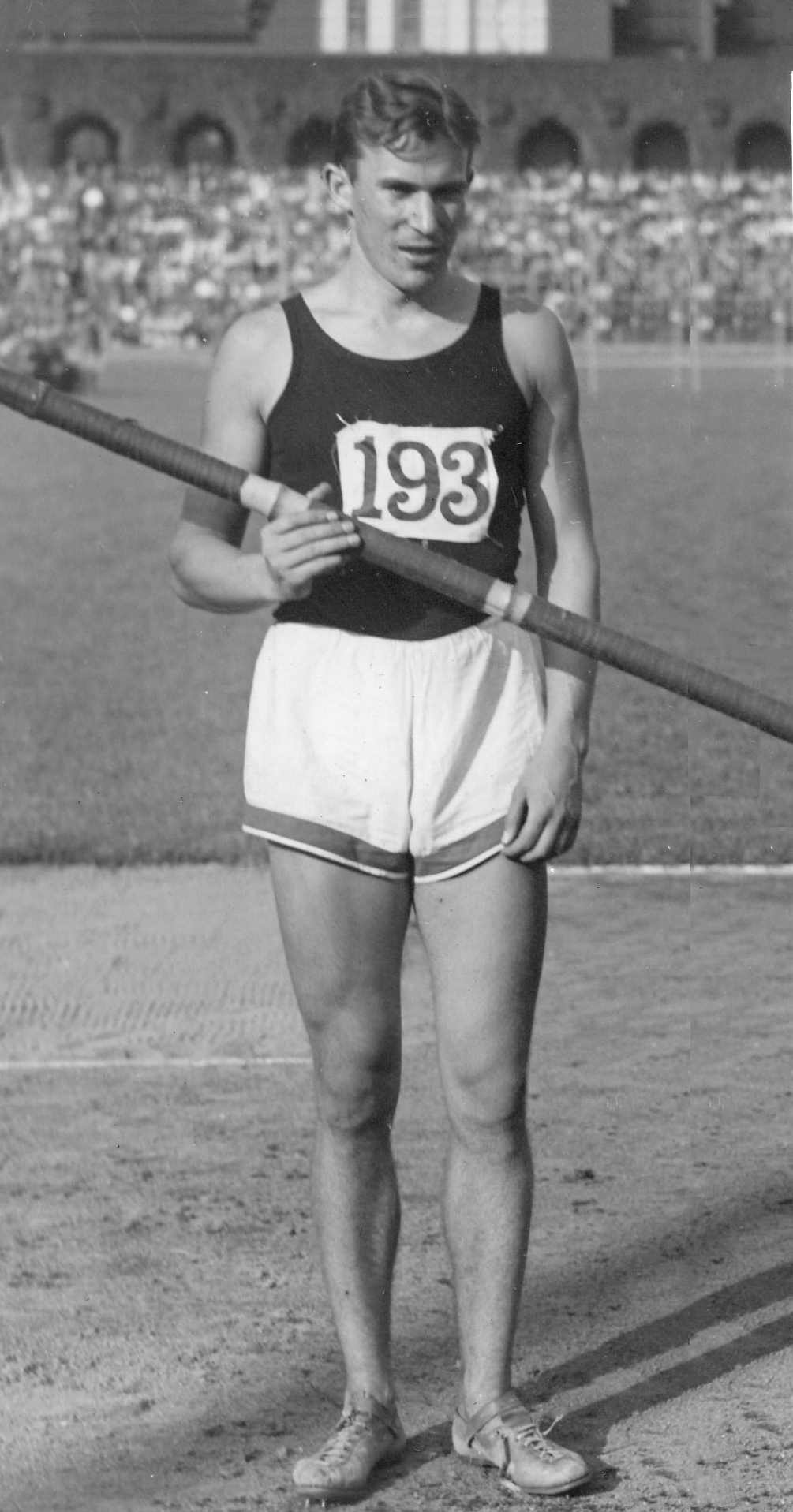
Bo Ljungberg gewann wie vier Jahre zuvor in Turin die Silbermedaille
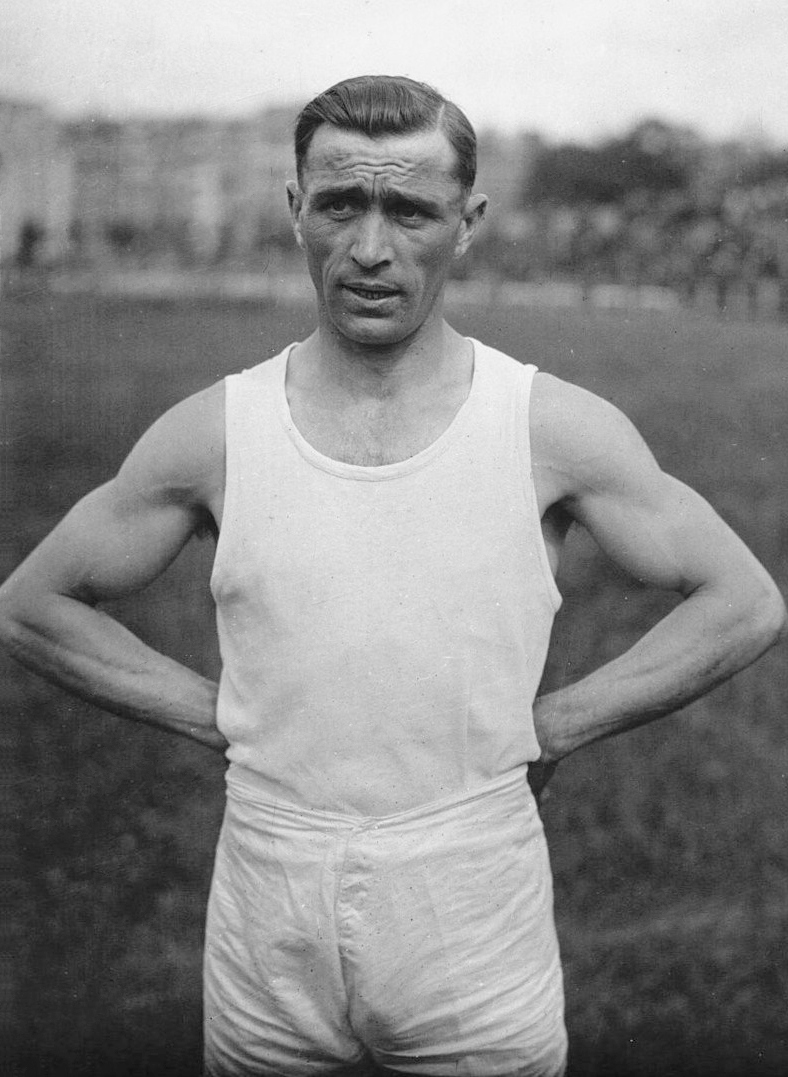
Bronzemedaillengewinner Pierre Ramadier
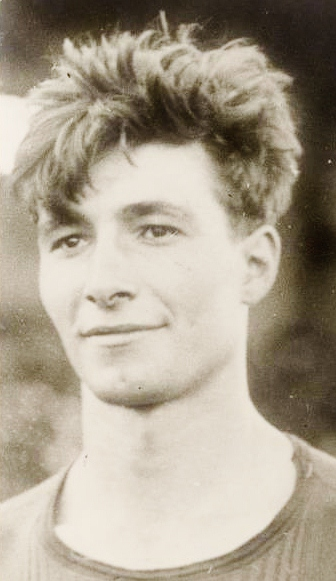
Robert Vintousky kam auf den elften Platz